# Jean Jourdheuil
Jean Jourdheuil est un écrivain, traducteur, essayiste et metteur en scène français né en 1944.
Il enseigne également les arts du spectacle en tant que maître de conférences à l'université Paris Ouest Nanterre La Défense. Son œuvre porte en particulier sur des philosophes, et il a souvent collaboré avec des peintres.

## Mise en scène
- 1968 : La Noce chez les petits bourgeois, de Bertolt Brecht
- 1972 : Dans la jungle des villes, de Bertolt Brecht
- 1973 : Woyzeck, de Georg Büchner
- 1974 : La Tragédie optimiste, de Vsevolod Vichnevski
- 1976 : Chatterton, de Vigny
- 1978 : J.-J. Rousseau, de Heiner Müller
- 1996 : Gertrud de Hjalmar Söderberg
- Hamlet-machine, de H. Müller
- Mauser, de H. Müller
- Vermeer et Spinoza, de Gilles Aillaud
- Le Masque de Robespierre, de Gilles Aillaud

## Essais
- L'Artiste, la politique, la production (10/18,1976)
- Le Théâtre, l'artiste, l'état (Hachette, 1979)
- Un théâtre du regard. Gilles Aillaud : Le Refus du pathos (Christian Bourgeois éditeur, 2002)

## Scénarios de films
- Les Camisards, de René Allio (1972)
- Moi, Pierre Rivière, de René Allio (1976)
- Un médecin des Lumières, de René Allio (Actes-Sud, télévision, 1988)

## Décorations
- Commandeur de l'ordre des Arts et des Lettres Il est promu au grade de commandeur par l'arrêté du 9 juillet 2014[1].